# Oleksij Mihajličenko
Oleksij Oleksandrovič Mihajličenko (ukrajinsko Олексій Олександрович Михайличенко), ukrajinski nogometaš, * 30. marec 1963, Kijev, Sovjetska zveza.
Sodeloval je na nogometnemu delu poletnih olimpijskih iger leta 1988.